# Vij (film 1967)
Vij è un film sovietico del 1967, diretto da Georgij Kropačëv e Konstantin Eršov. È il primo film horror del cinema sovietico ed è basato sul racconto omonimo di Nikolaj Vasil'evič Gogol'.

## Trama
Un giovane seminarista si reca in un remoto villaggio sovietico per vegliare il corpo di una defunta strega. Dietro lauti guadagni si celano spesso grandi problemi ed è proprio questo il caso del ragazzo, il quale si troverà ad affrontare lo spirito malefico della donna, ritornata dall'oltretomba per ucciderlo.

## Remake
Nel 2014 ne è stato realizzato un remake.